# 小島政夫
小島 政夫（こじま まさお、1912年5月2日 - 2000年10月1日）は、日本の経営者。山之内製薬社長、会長を務めた。広島県出身。

## 経歴・人物
1936年に熊本薬学専門学校を卒業し、同年に山之内製薬に入社した。1962年3月に取締役に就任し、1969年8月に常務、1974年8月に専務を経て、1977年3月に社長に就任。1980年3月に会長に就任し、1984年3月に相談役に就任した。
1984年4月に勲三等旭日中綬章を受章。
2000年10月1日肝不全のために死去。88歳没。